# Rojstvo (Campin)
Rojstvo je tabla datirana v leta 1420-30 staronizozemskega slikarja Roberta Campina. Slikarji pogosto motiv Rojstva združijo z motivom čaščenja pastirjev. Sveta družina je ostro realistično prikazana v revščini, figure so natrpane v majhni zgradbi z razbitimi zidovi in slamnato streho z luknjo, en sam prostor, ki si ga delijo z živalmi.
Slika, ki jo od leta 1828 hranijo v Muzeju lepih umetnosti v Dijonu, se nekoliko razlikuje od drugih del z isto temo: prizor je predstavljen podnevi, dodani pa je tudi zgodba dveh babici Zelemi in Salomé, ki izvira iz apokrifnih evangelijih. Delo poleg Rojstva Kristusa predstavlja tudi Čaščenje pastirjev, ki se pojavijo na oknu hleva nekoliko v ozadje pomaknjeni tudi po svoje pomenu. Še en nenavaden vidik je položaj vola, naslikanega na zadnji strani hleva, s hrbtom proti otroku Jezusu, namesto da bi ga grel s svojim dihom. Jožef ni stranski lik in igra aktivno vlogo, tako da drži svečo, enega od mnogih simbolov te slika. Pokrajina v ozadju spominja na pokrajini Flandrije ali Burgundije.
Sliko je verjetno nastala kot naročilo vojvode Burgundije za kartuzijo v Champmolu.
Tabla je danes hranjena v Musée des Beaux-Arts v Dijonu.

## Opis
Delo združuje tri različne epizode Kristusovega rojstva in se opira na več tradicij: poročilo o Jezusovem rojstvu in čaščenje pastirjev je povzeto iz evangelijev; legenda o babicah pa je opisana v apokrifnih evangelijih, zlasti pa v Jakobovem evangeliju.Poleg likov Svete družine sta tako prisotni še babici Zelemi in Salomé ter trije pastirji in štirje angeli. V ozadju vidimo zelo podrobno naslikano pokrajino z obzidanim mestom in gradom nad njim.
Čeprav se je sodeč po evangelijih rojstvo odvilo ponoči, je prizor upodobljen ob zori - gre za simboliko, po kateri je Jezusovo rojstvo tudi rojstvo svetlobe, ki izbriše temo. Takšna interpretacija se razlikuje od podobnih prizorov, ki jih najdemo v italijanskem slikarstvu istega obdobja.

### Devica in otrok Jezus
Pod derutno leseno stavbo Devica kleči z dvignjenimi rokami v gesti, imenovani expansis manibus. Nosi belo tuniko s plaščem iste barve, okrašenim z zlatim vezeninami, ki se loči od prejšnjih upodobitev, v katerih je Marija oblečena v nebesno modro; njeni rdeči lasje visijo čez ramena. Te podrobnosti se ujemajo z vizijo sv. Brigitte Švedske, ko je leta 1372 obiskala Jamo Rojstva v Betlehemu. Lahko bi predstavili prisotnost molitve Salve Regina, pobožnosti Filipa Dobrega na Devičinem plašču. kot argument v podporo hipotezi o darovanju vojvodini vojvode Champmola.
Dojenček Jezus leži na topli zemlji pri Marijinih nogah, njegovo telo pa obdaja sij. V nasprotju s tem, kar opisuje evangelij po Luku, je tukaj upodobljen brez vseh oblačil, kot na miniaturi bratov Limburg.
Trije angeli nad hlevom pojejo Glorijo, katere besede so zapisane na njihovih napisih. Golota otroka in pomoč angelov, oblečenih v različna oblačila ministrantov. Trije angeli na levi so oblečeni v modro, zeleno in rdečo. Prvi dve barvi sta bili v srednjem veku povezani z najvišjo vrlino upanja, rdeča pa z dobrodelnostjo. Kombinacija, ki neposredno simbolizira upanje na zveličanje z Jezusovim prihodom in njegovo žrtev za ljubezen vsega človeštva.
Luč, ki izžareva iz Otroka, zasenči sončno svetlobo na nebu kot tudi Jožefovo svečo.

### Jožef
Jožef tukaj ni stranski lik, ampak častitljiv starec. V eni roki drži svečo, ki jo z drugo ščiti pred vetrom, sveča naj bi gledalca - čeprav je prizor predstavljen ob zori - opozorila, da se je Jezus rodil ponoči in tema se umakne svetlobi. To Jožefovo predstavitev je treba postaviti vzporedno z razodetjem svete Brigite Švedske (14. stoletje) . V tem razodetju se prvič pojavi simbol sveče, ki jo drži Jožef.
Poleg tega se zdi, da je lik Jožefa predstavitve v templju, burgundsko delo iz sredine 15. stoletja iz Champmola, popoln odmev Jožefa iz Campinovega Rojstva, ki zagovarja starodavno prisotnost slike v Burgundiji.

## Delo med modernizmi in arhaizmi
Pokrajina ozadja množi inovativne raziskave in po besedah nekdanje kustosinje muzeja Sophie Jugie po nekaterih poskusih v rokopisih (zlasti v miniaturi horarija Maréchal de Boucicaut). Predstavljena je bila namesto zlatega ozadja, takrat še tradicionalnega, obnavlja tudi natančen opis sezone in svetlobe. Barve v daljavi bledijo, ovinkasta cesta nakazuje globino. Liki so izjemni po realizmu obrazov in upodobitvi materialov. Lik, postavljen od zadaj v ospredju, opozarja na glavni oder.
Pa vendar delo še vedno trpi zaradi arhaizmov, kot je primerjava treh epizod Kristusovega rojstva. Sestava ostaja datirana v določenih vidikih: kamnine s čudnimi oblikami, predstavitev napisov, nepopolni prehodi med liki in pokrajino, sobivanje dveh luči (čelna v ospredju in sonca), višina obzorja.